# 彰化縣竹塘鄉長安國民小學
彰化縣竹塘鄉長安國民小學是位於臺灣彰化縣竹塘鄉的學校，簡稱長安國小。面積1.336公頃，創校於1941年。

## 沿革
長安國民小學沿革可上溯至1928年5月設立「竹塘公學校九塊厝分教場」，設立之時尚無教室，暫借保甲事務所上課，兩年後新建竹造教室兩間，宿舍一間，校址為台中州北斗郡竹塘庄九塊厝19之1番地，校地0.4公頃是由詹福先生捐贈。之後校地也一再的擴充，截至2022年為止，校地有1.336公頃，1941年年獨立為「九塊厝國民學校」。戰後九塊厝分為兩村分別是長安、永安，學校位於長安村轄區，故1947年5月校名改為「長安國民學校」，地點不變，但校址改變為台中縣北斗區竹塘鄉長安村東陽路5號，1968年8月校名再改為「彰化縣長安國民小學」。
日治時期初設校時學生數不多，每年不過20幾人，光復後政府重視教育，學生數略為增加，到了1952年學生數到達每年級都在100人上下，因此設立土庫分校，到了1961年，學校學生數達到700多人。
發展過舞龍、武術等運動項目，曾得全縣國語文競賽，作文比賽第一名。

## 歷任校長
| 日治時期 | 日治時期 | 日治時期 |
| 屆次     | 姓名     | 任期     |
| -------- | -------- | -------- |
| 1        | 黑木俊郎 |          |
| 2        | 末信太郎 |          |
| 3        | 中村茂樹 |          |
| 4        | 水口泰雄 |          |

| 戰後 | 戰後   | 戰後                  |
| 屆次 | 姓名   | 任期                  |
| ---- | ------ | --------------------- |
| 1    | 邱探   | 1945年2月－1954年9月  |
| 2    | 鄭國扶 | 1954年9月－1959年9月  |
| 3    | 宮玉全 | 1959年9月－1962年5月  |
| 4    | 詹振江 | 1962年5月－1964年5月  |
| 5    | 廖學秋 | 1964年9月－1970年10月 |
| 6    | 曾瑞芳 | 1970年2月－1978年9月  |
| 7    | 莊樹南 | 1978年9月－1989年8月  |
| 代理 | 邱啟明 | 1989年8月－1990年8月  |
| 8    | 劉錦得 | 1990年8月－1994年8月  |
| 9    | 王清河 | 1994年8月－1998年8月  |
| 10   | 張臺隆 | 1998年8月－2002年8月  |
| 11   | 詹資欄 | 2002年8月－2006年7月  |
| 12   | 蔡東利 | 2006年8月－1994年8月  |
| 13   | 王瓊珠 | 2010年9月－2014年1月  |
| 14   | 吳貴枝 | 2014年2月－2021年7月  |
| 15   | 林家惠 | 2021年8月－           |

## 相關
- 長安國小